# Сура Аль-Ісра
Сура Аль-Ісра (араб. سورة الإسراء‎) або Нічна подорож — сімнадцята сура Корану. Мекканська, містить 111 аятів.